# Pau d'Arco Indijanci
Pau d'Arco Indijanci /ime dolazi po rijeci Pau d'Arco, a označava jednu vrstu drveta roda tecoma/ jedna od skupina Kayapo Indijanaca koja je u 19. stoljeću živjela u području rijeke Araguaia u Brazilu. Naziv Irã-Amráire (Iran-Anráire, Ira-Amaire, Irãamráyre, Ira-amranhre, Irã'ãmranh-re) /= "os que passeiam nas planícies", ili oni koji lutaju ravnicama,/ ne spominje se u Priručniku Handbook of South American Indians (1959), nego su opisani kao Pau d'Arco. 
Do nastanka skupine dolazi u 19. stoljeću odvajanjem jedne grupe Kayapoa od Apinayé Indijanaca. Na rijeci Pau d'Arco Kayapo su se podijelili na nekoliko skupina, a ovi što su ostali uz nju postat će poznati kao Irã-Amráire ili Pau d'Arco. Od izvornih 3.000 do 1946. preostat će ih svega 6. Ostale dvije skupine koje su se odselile s Araguaie su preživjele a poznati su kao Gorotire (porijeklom od Goroti Kumrenhtx) i Xikrin (porijeklom od Porekru).
Njihove lokalne skupine ili sela bila su  Kren-re, Nhangagakrin, Kuben Ken Kam, Me Mranh i Mejôt´yr. 

## Vanjske poveznice
- [neaktivna poveznica]
- Mitos coletados por Nimuendaju (Horda Irãamráyre)